# Umayya ibn Khalaf
Umayya ibn Khalaf (arabe : أمية ابن خلف), mort le 13 mars 624, était un chef de tribu arabe et un farouche opposant à l'islam et son prophète fondateur Mahomet. Au VIIe siècle, Umayya était le chef du clan des Banu Jumah, au sein de la tribu de Quraysh, ainsi qu'un propriétaire et marchand d'esclaves. Umayya est surtout connu pour avoir été le maître de Bilal ibn Rabah, un esclave qu'il a torturé car ce dernier avait embrassé l'islam, et qui est plus tard devenu le premier muezzin.

## Famille
Umayyah ibn Khalaf était, comme son nom l'indique, l'un des fils de Khalaf ibn Habib ibn Wahb ibn Hudhafah ibn Jumah et il était l'un des frères d'Ubay ibn Khalaf. Il s'est marié trois fois :
- Par sa femme, Safiya bint Ma'mar ibn Habib, il eut des fils : Safwan, Ahyah et Salamah.
- Par sa femme, Karima bint Ma'mar ibn Habib, il a eu des fils: Walid et Ali (qui ont tous deux été tués à Badr), Rabi'ah, Muslim, Ma'bad et Mas'ud.
- Par sa femme, Layla bint Habib al-Tamimiyya de B. Tamim, il avait une fille, nommée al-Taw'ama bint Umayyah.

## Opposition à l'Islam
Umayyah était une personnalité très impliquée dans les cérémonies religieuses du polythéisme arabe, du fait de son statut de chef de tribu.
Après que Mahomet ait commencé à prêcher contre le polythéisme et l'idolâtrie de manière plus générale, Umayyah est devenu l'un de ses plus farouches opposants, tant sur le plan religieux que politique. Si nous en croyons la tradition islamique, il avait l'habitude de calomnier la prophète des musulmans, et c'est à son sujet qu'Allah (Dieu) a révélé le premier verset de la 104e sourate du Coran (Al-Humaza) dont le contenu est le suivant : « 1. Malheur au calomniateur et au médisant [...] ». Umayyah a soumis son esclave Bilal ibn Rabah à la torture pour avoir adopté l'islam. Il l'a forcé à s'allonger sur le sable chaud du désert et l'a attaché au sol en lui posant une lourde pierre sur la poitrine. Pour autant, Bilal ne cessait de répéter : « Ahad ! Ahad ! » (« Un dieu ! Un dieu ! »), refusant ainsi d'obéir à son maître.

## Amitié avec Abd al-Rahman
Umayyah avait un ami très proche nommé Abdu Amr. Leur amitié s'est tendue quand ce dernier s'est converti à l'islam. Abdu Amr a changé son nom en Abd al-Rahman et a ensuite émigré à Médine. Non seulement cela, mais au grand dam et à la consternation d'Ummayah, la sœur d'Abdu Amr s'est mariée avec Bilal ibn Rabah, esclave affranchi d'origine abyssinienne, qui fut auparavant l'esclave d'Ummayah, qui l'a cédé à Abou Bakr As-Siddiq. C'est d'ailleurs ce dernier qui a affranchi Bilal.

## Bataille de Badr
En mars 624, les Mecquois décident d'affronter, au cours de ce qui deviendra la fameuse bataille de Badr, les forces musulmanes, qui menacent une caravane, ayant vendu les biens laissés par les musulmans partis en exil à Médine, venue de Syrie dirigée par Abu Sufyan ibn Harb. Abu Jahl a rallié le peuple à la guerre en disant : « Allez protéger votre caravane ». Umayyah, qui était inquiet après, ne voulait pas quitter La Mecque ; mais Abu Jahl lui dit : "Ô Abu Safwan ! Si les gens te voient rester derrière, bien que tu sois le chef des gens de la vallée, alors ils resteront avec toi". Abu Jahl a insisté jusqu'à ce qu'Umayyah dise : « Comme vous m'avez forcé à changer d'avis, j'achèterai le meilleur chameau de La Mecque. » Umayyah a dit à sa femme : « Ô Umm Safwan, prépare ce dont j'ai besoin (pour le voyage). » Elle lui dit : « Ô Abu Safwan ! As-tu oublié ce que ton frère Yathribi t'a dit ? Il a répondu : "Non, mais je ne veux pas les accompagner, sauf sur une courte distance." Sur le chemin de l'engagement avec les musulmans, Omayyah attacha son chameau partout où il campait, restant toujours vigilant

## Mort
Umayyah ibn Khalaf est tué par Bilal ibn Rabah, son ancien esclave d'origine abyssinienne qui s'est par la suite converti à l'islam, lors de la bataille de Badr, le 13 mars 624 (17 Ramadan 2 AH).

## Voir également
- Liste des expéditions de Mahomet